# Keeper
Keeper è un film del 2015, diretto da Guillaume Senez.
È stato presentato al Toronto International Film Festival del 2015 nella sezione Discovery.

## Riconoscimenti
- 2015 – Premio Magritte
  - Miglior opera prima
  - Miglior attrice non protagonista a Catherine Selée
  - Miglior montaggio a Julie Brenta
  - Candidatura Miglior Film
  - Candidatura Migliore attore non protagonista a Sam Louwyck
  - Candidatura Miglior sceneggiatura a Guillame Senez e David Lambert
  - Candidatura Migliore scenografia a Florin Dima
  - Candidatura Miglior sonoro a Virginie Messiaen e Franco Piscopo
- 2015 – Hamburg Film Festival
  - Young Talent Award (Premio Giovane Talento) a Guillame Senez
- 2015 – International Film Festival
  - Europa Cinemas Label (Premio Europa Cinemas)
- 2015 – Taipei Film Festival
  - International New Talent Competition (Competizione internazionale nuovi talenti) - Special Jury Prize (Premio speciale della giuria)
- 2015 – Torino Film Festival
  - Miglior Film